# Virtus Francavilla Calcio
O Virtus Francavilla Calcio é um clube de futebol com sede em Francavilla Fontana, Itália. A equipe compete na Serie C.

## História
O clube foi fundado em 2007. 